# Рио-Виста
Рио-Виста (англ. Rio Vista) — город в округе Солано в штате Калифорния в Соединённых Штатах Америки.
Согласно данным переписи населения США 2020 года число жителей города 
составляло 10 005 человек, что, для такого небольшого населённого пункта, существенно больше, чем было во время предыдущей переписи проводившейся в 2010 году (7360 человек).

## История
Название города объединяет испанские слова «река» и «вид», которые говорят сами за себя. Текущее местоположение центра Рио-Висты находится в нескольких милях к югу от первоначального поселения. Полковник Натан Х. Дэвис основал «Бразос-дель-Рио» недалеко от входа в Кэш-Слау на реке Сакраменто, на мексиканском земельном гранте Ранчо Лос-Ульпинос, в 1858 году. Поселение было переименовано в «Рио-Виста» до разрушительного наводнения в 1862 году, которое привело к перемещению города на его нынешнее место на шестиметровой возвышенности.
Первое отделение Почтовой службы США было открыто здесь в 1858 году.
30 декабря 1893 года сообщество было официально зарегистрировано как Рио-Виста. 

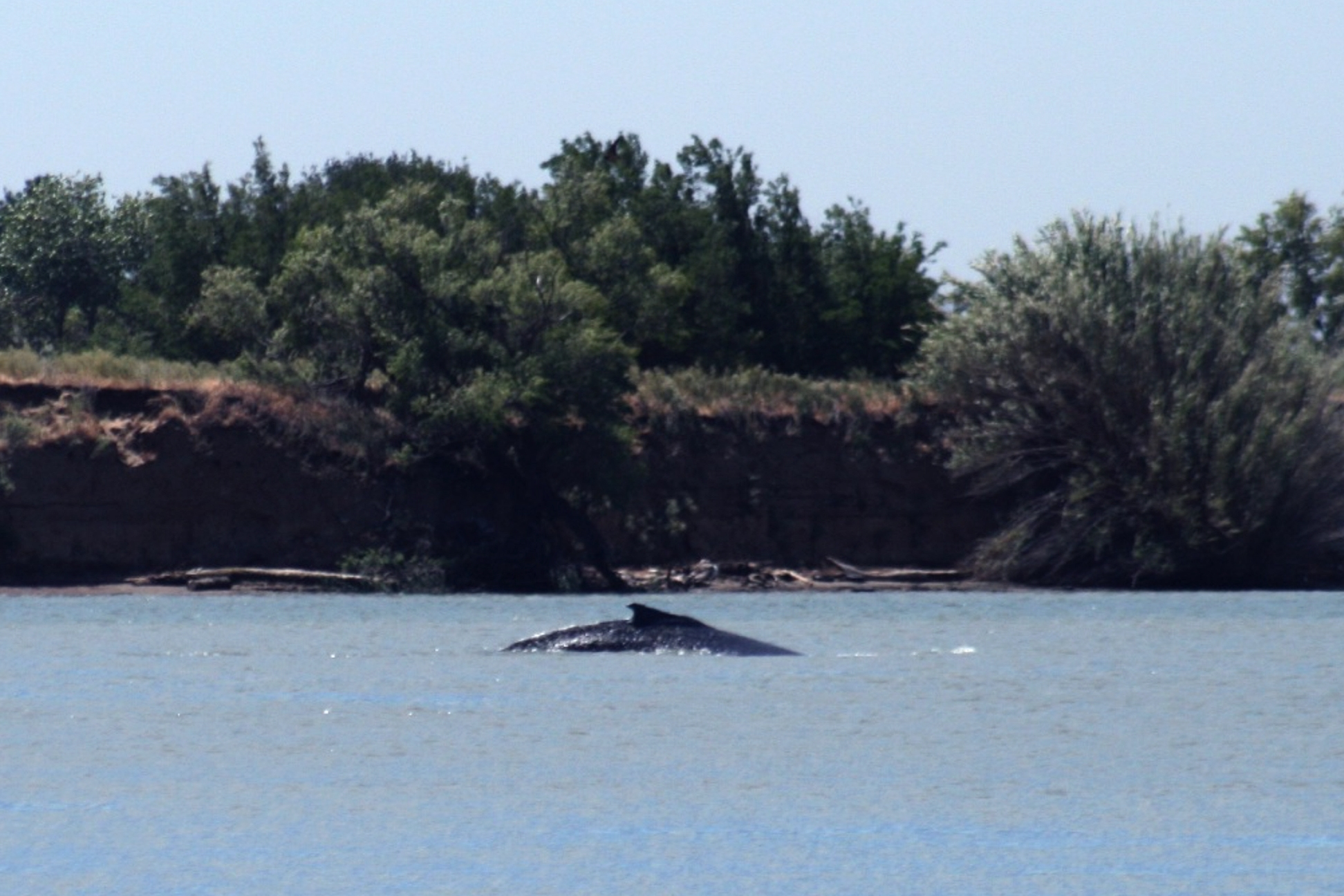
Горбатый кит «Дельта» в реке в акватории города

6 января 1894 года поселение было инкорпорировано и включено в реестр штата Калифорния, благодаря чему некорпоративное сообщество Рио-Виста официально получило статус города.
С 1911 по 1992 год в Рио-Виста находился Резервный центр армии США.
В 1963 году в городе была создана станция береговой охраны США.
В 1985 году в Рио-Висту забрел горбатый кит, хотя город находится в 60 милях (97 километрах) вверх по реке Сакраменто от Тихого океана. Молодой кит, прозванный «Хамфри», привлекал толпы любопытных, прежде чем его в конце концов отвели обратно в море спасатели. В мае 2007 года горбатых китов снова видели в Рио-Висте. «Дельта» и «Рассвет», мать и детеныш, останавливались по крайней мере дважды в реке недалеко от города.

## География
Город расположен на высоте около 6 метров над уровнем моря, примерно в 50 милях (80 км) к югу от Сакраменто, на берегу реки Сакраменто.
По данным Бюро переписи населения США, общая площадь города составляет 7,1 квадратных мили (18 км2), из которых 6,7 квадратных мили (17 км2) — приходится на сушу, а 0,4 квадратных мили (1,0 км2 или 5,68%) занимает водная поверхность.

## Климат
Согласно данным представленным Национальной метеорологической службой США, по системе классификации климатов Кёппена, в Рио-Висте теплый летний средиземноморский климат, который на климатических картах сокращённо обозначается аббревиатурой «Csa».